# Centropogon grandis
Centropogon grandis är en klockväxtart som först beskrevs av Carl von Linné d.y., och fick sitt nu gällande namn av Karel Presl. Centropogon grandis ingår i släktet Centropogon och familjen klockväxter. Inga underarter finns listade i Catalogue of Life.